# Aéroport de Paris-Beauvais

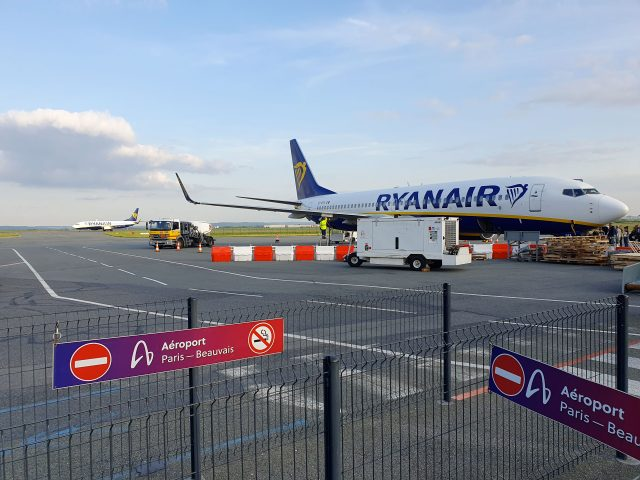
Boeing 737-800 de Ryanair à Paris-Beauvais.

L'aéroport de Paris-Beauvais (code IATA : BVA • code OACI : LFOB) est un aéroport international français situé sur le territoire de la commune de Tillé, dans l'Oise, en région Hauts-de-France, à 2 km au nord-est de Beauvais et à 69 km au nord de Paris.
Ouvert en novembre 1979 avec un premier terminal, l'aéroport s’est agrandi avec l'inauguration d’un second terminal en décembre 2010 pour accompagner la croissance du trafic.
En 2024, avec 6,5 millions de passagers, il se classait au dixième rang des aéroports français en termes de fréquentation.

## Histoire

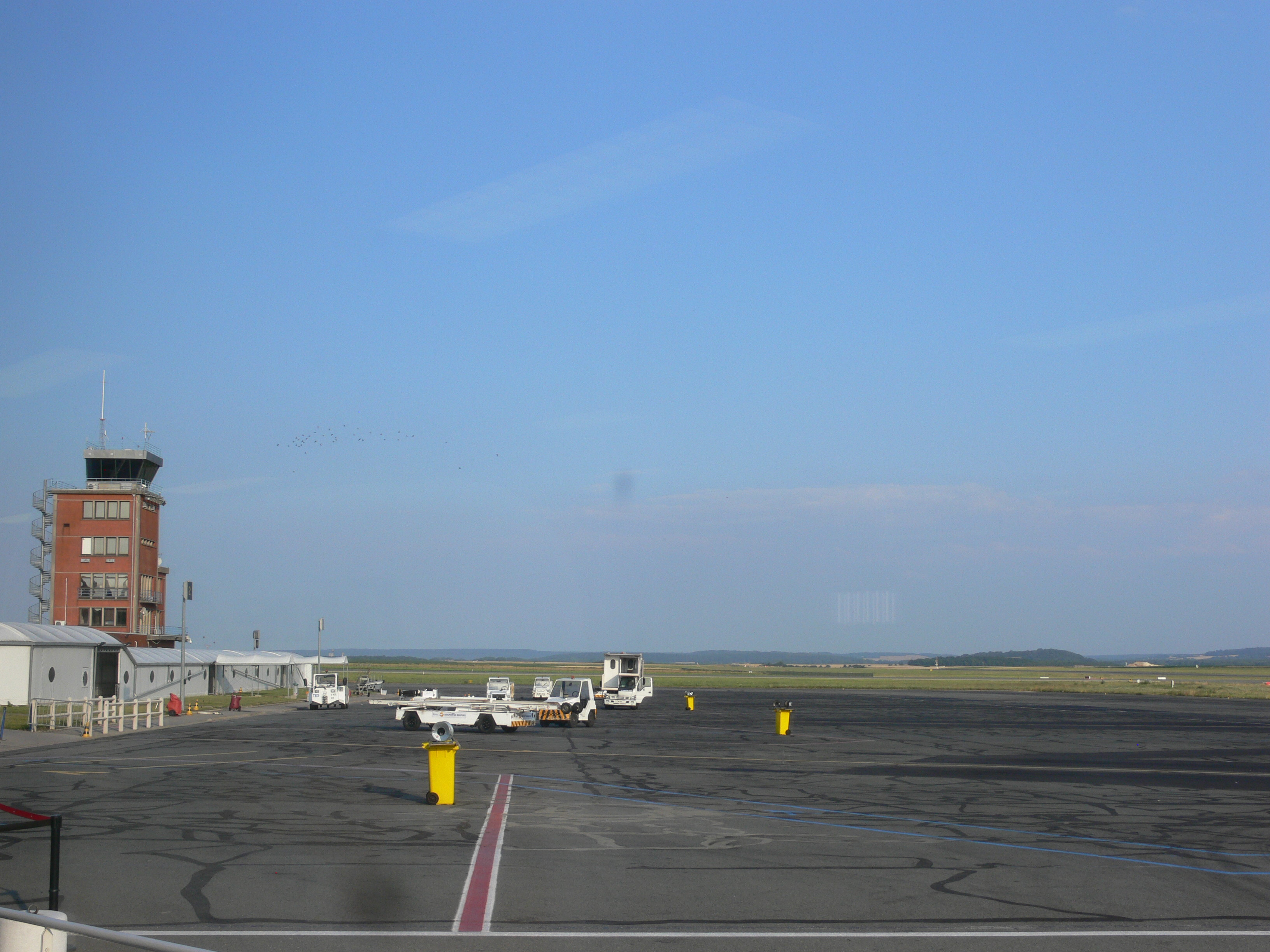
Vue des bâtiments avec la tour de contrôle de 1962 (toujours existante). La piste principale est sur la droite.

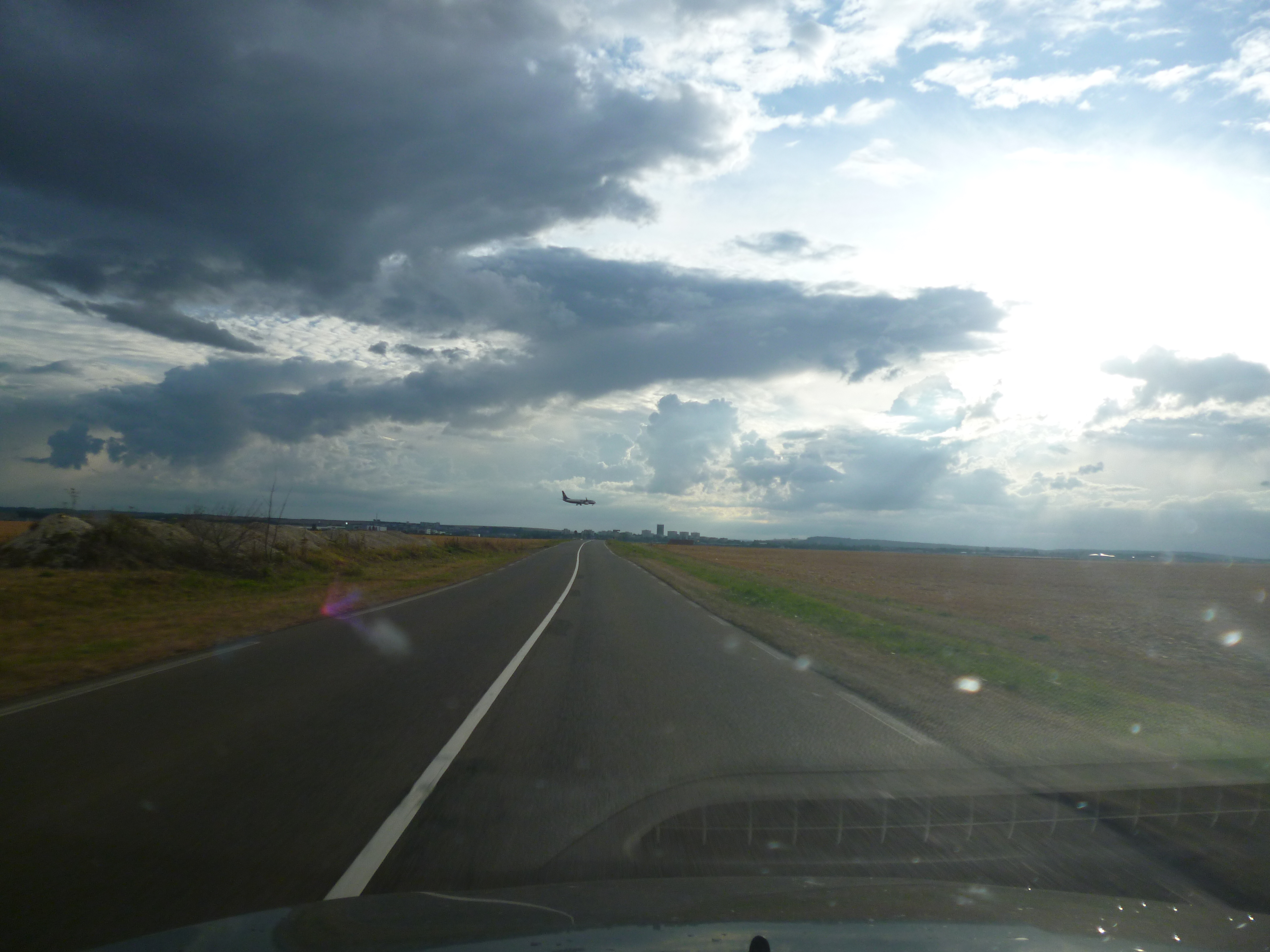
Un avion atterrissant sur la piste principale, en août 2015.

L'aéroport est construit durant les années 1930 et ouvert en 1937. Son aménagement est amélioré par l'armée allemande durant la Seconde Guerre mondiale et utilisé à la fin de celle-ci par les Alliés. En 1956, il est ouvert au trafic commercial. Durant les années 1960 et 1970, de petites compagnies britanniques relient Beauvais aux villes de la côte anglaise. En novembre 1979, le premier terminal est ouvert, puis un second en décembre 2010. La première tour de contrôle ouvre en 1962, tandis que la deuxième est entrée en service le 22 janvier 2019,.
À la suite de la déréglementation du secteur aérien en avril 1997, supprimant l'autorisation d'installation préalable pour les compagnies étrangères, le 1er mai 1997, la compagnie irlandaise à bas coût Ryanair s'installe en créant trois liaisons quotidiennes entre Beauvais et Dublin.
Le 25 juin 2004, c'est au tour de Wizz Air de lancer ses premières lignes en direction de Katowice et de Budapest avec quatre liaisons hebdomadaires, puis dès les mois qui suivent, un aller-retour par jour quatre à cinq fois par semaine.
En février 2008, le Syndicat mixte de l'aéroport de Beauvais-Tillé, son propriétaire, décide de renouveler pour quinze ans la délégation de service public de l'exploitation à la Chambre de commerce et d'industrie de l'Oise, désormais associée à Veolia Transport. Avec cette nouvelle gestion, 68 millions d'euros, subventionnés à hauteur de 14,5 millions d'euros par le syndicat mixte, seront investis dans la modernisation de l'aéroport afin d'améliorer à la fois la protection des riverains et l'accueil des voyageurs.
En 2018, l'aéroport accueille cinq compagnies, dont la principale est Ryanair. Entre 2016 et 2021, deux compagnies aériennes ont réalisé en moyenne 96 % du trafic total de voyageurs (79 % pour Ryanair et 17 % pour Wizz Air). L'aéroport génère près de 4 750 emplois, et est ouvert au trafic national et international commercial, régulier ou non, aux avions privés, aux IFR et aux VFR.
En 2024, EasyJet annonce se retirer de l'aéroport de Beauvais, estimant qu'il ne s'agissait pas d' « un axe stratégique de développement ».

## Situation
| Abbeville Albert - Bray Amiens - Glisy Arras - Roclincourt Beauvais - Tillé Berck-sur-Mer Calais - Dunkerque Cambrai - Niergnies Château-Thierry - Belleau Compiègne - Margny Dunkerque - · Les Moëres Laon - Chambry Lens - Bénifontaine Lille - Lesquin Lille - Marcq-en-Barœul Maubeuge - Élesmes Merville - Calonne Montdidier Péronne - Saint-Quentin Le Plessis-Belleville Saint-Inglevert - · Les deux Caps Saint-Omer - Wizernes Saint-Quentin - Roupy Soissons - Courmelles Le Touquet- · Elizabeth II Valenciennes - Denain |

## Trafic-Mouvements-Fret
Le graphique qui aurait dû être présenté ici ne peut pas être affiché car il utilise l'ancienne extension Graph, désactivée pour des questions de sécurité. Des indications pour créer un nouveau graphique avec la nouvelle extension Chart sont disponibles ici.

Voir la requête brute et les sources sur Wikidata.
| Année | Passagers | Évolution-Trafic | Mouvements | Évolution-Mouvements | Fret/Tonnes | Évolution-Fret |
| ----- | --------- | ---------------- | ---------- | -------------------- | ----------- | -------------- |
| 1996  | 64 000    | -                | -          | -                    | -           | -              |
| 1997  | 209 180   | ▲ +226,84 %      | -          | -                    | 669         | -              |
| 1998  | 260 267   | ▲ +24,42 %       | -          | -                    | 398         | ▼ −40,51 %     |
| 1999  | 388 836   | ▲ +49,4 %        | -          | -                    | 647         | ▲ +62,56 %     |
| 2000  | 387 962   | ▼ −0,22 %        | 37 798     | -                    | 747         | ▲ +15,46 %     |
| 2001  | 423 520   | ▲ +9,17 %        | 30 042     | ▼ −20,52 %           | 324         | ▼ −56,63 %     |
| 2002  | 677 857   | ▲ +60,05 %       | 30 759     | ▲ +2,39 %            | 105         | ▼ −67,59 %     |
| 2003  | 969 445   | ▲ +43,02 %       | 28 507     | ▼ −7,32 %            | 70          | ▼ −33,33 %     |
| 2004  | 1 427 595 | ▲ +47,26 %       | 29 709     | ▲ +4,22 %            | 170         | ▲ +142,86 %    |
| 2005  | 1 848 484 | ▲ +29,48 %       | 31 337     | ▲ +5,48 %            | 196         | ▲ +15,29 %     |
| 2006  | 1 887 971 | ▲ +2,14 %        | 35 685     | ▲ +13,87 %           | 215         | ▲ +9,69 %      |
| 2007  | 2 155 633 | ▲ +14,18 %       | 31 549     | ▼ −11,59 %           | 65          | ▼ −69,77 %     |
| 2008  | 2 484 635 | ▲ +15,26 %       | 33 724     | ▲ +6,89 %            | 6           | ▼ −90,77 %     |
| 2009  | 2 591 864 | ▲ +4,32 %        | 32 777     | ▼ −2,81 %            | 0           | ▼ −100 %       |
| 2010  | 2 931 796 | ▲ +13,12 %       | 36 517     | ▲ +11,41 %           | 0           | ► 0 %          |
| 2011  | 3 677 794 | ▲ +25,45 %       | 37 657     | ▲ +3,12 %            | 0           | ► 0 %          |
| 2012  | 3 862 562 | ▲ +5,02 %        | 35 999     | ▼ −4,4 %             | 0           | ► 0 %          |
| 2013  | 3 952 908 | ▲ +2,34 %        | 37 737     | ▲ +4,83 %            | 0           | ► 0 %          |
| 2014  | 4 024 201 | ▲ +1,8 %         | 35 315     | ▼ −6,42 %            | 0           | ► 0 %          |
| 2015  | 4 331 067 | ▲ +7,63 %        | 33 625     | ▼ −4,79 %            | 0           | ► 0 %          |
| 2016  | 3 997 856 | ▼ −7,69 %        | 34 905     | ▲ +3,81 %            | 0           | ► 0 %          |
| 2017  | 3 647 522 | ▼ −8,76 %        | 31 159     | ▼ −10,73 %           | 0           | ► 0 %          |
| 2018  | 3 787 086 | ▲ +3,83 %        | 32 400     | ▲ +3,98 %            | 0           | ► 0 %          |
| 2019  | 3 983 250 | ▲ +5,18 %        | 33 222     | ▲ +2,54 %            | 0           | ► 0 %          |
| 2020  | 1 258 180 | ▼ −68,41 %       | 16 918     | ▼ −49,08 %           | 0           | ► 0 %          |
| 2021  | 2 073 643 | ▲ +64,81 %       | 24 182     | ▲ +42,94 %           | 0           | ► 0 %          |
| 2022  | 4 614 424 | ▲ +122,53 %      | 28 988     | ▲ +19,87 %           | 0           | ► 0 %          |
| 2023  | 5 638 955 | ▲ +22,2 %        | 33 745     | ▲ +16,41 %           | 0           | ► 0 %          |
| 2024  | 6 557 505 | ▲ +16,29 %       | 39 200     | ▲ +16,17 %           | 0           | ► 0 %          |

## Compagnies et destinations
| Compagnies | Destinations |
| ---------- | --- |
| Dan Air    | Bacău-Georges-Enesco |
| HiSky      | Baia Mare, Chișinău |
| Ryanair    | - Agadir-Al Massira - Alicante-Elche - Barcelone-El Prat - Bari-Karol Wojtyła - Belfast - Bergame-Orio al Serio - Béziers - Cap d'Agde - Birmingham - Bologne-Borgo Panigale - Brindisi Papola/Casale - Budapest-Ferenc Liszt - Cagliari - Catane-Fontanarossa - Cork - Cracovie-Jean-Paul II - Dublin - Édimbourg - Faro - Fès-Saïss - Gdańsk-L. Wałęsa - Helsinki-Vantaa - Lisbonne-H. Delgado - Madère-C. Ronaldo - Madrid-Barajas - Malaga-Costa del Sol - Malte - Manchester - Marrakech-Ménara - Nador - Naples-Capodichino - Oujda-Les Angades - Palerme Falcone-Borsellino - Paphos - Pise-Galileo Galilei - Porto-F. Sá-Carneiro - Poznań (Posnanie)-H. Wieniawski - Prague-Václav-Havel - Rabat-Salé - Reggio de Calabre - Riga - Rome Léonard-de-Vinci/Fiumicino - Milan-Malpensa - Santander-S. Ballesteros - Séville-San Pablo - Sofia-Vrajdebna - Olbia-Costa Smeralda - Saragosse - Tanger - Thessalonique-Makedonía - Trévise-Sant'Angelo - Trieste/Frioul - Valence - Vienne-Schwechat - Vilnius - Varsovie-Modlin (Mazovie) - Wrocław-N. Copernic - Zagreb-Pleso En saison : - Amman-Reine-Alia - Bucarest-H. Coandă - Cluj-Napoca - Copenhague-Kastrup - Dubrovnik - Figari Sud Corse - Iași - Ibiza - Leeds-Bradford - Palma de Majorque - Rovaniemi - Stockholm-Arlanda - Ténériffe-Sud Reine Sofia - Essaouira Mogador - Sarajevo-Butmir - Tirana-Mère-Teresa - Zadar |
| Volotea    | En saison : Bastia-Poretta |
| Wizz Air   | - Belgrade-Nikola-Tesla - Bucarest-H. Coandă - Catane-Fontanarossa - Cluj-Napoca - Craiova - Gdańsk-L. Wałęsa - Iași - Koutaïssi-David-IV - Larnaca - Milan-Malpensa - Skopje - Sofia-Vrajdebna - Timişoara-T. Vuia - Tirana-Mère-Teresa |

Actualisé le 04/03/2025.

## Infrastructures

### Pistes
- Piste principale : 12/30 longue de 2 430 mètres et large de 45 m équipée ILS Cat.3 en QFU 12 et ILS Cat.1 en QFU 30 en plus d'un PAPI en QFU 12[8].
- Piste secondaire : 04/22 longue de 708 mètres et large de 18 m.

Informations de navigation aéronautique.

## Aéroclubs
- Aéroclub du Beauvaisis (Nord des installations)[10]
- Aéroclub de Beauvais-Tillé (Nord des installations)[11]

## Le service aérien de l'IGN
À la suite de la fermeture de la piste de la base aérienne 110 de l'armée de l'air de Creil, le 31 août 2016, le service aérien de l'Institut national de l'information géographique et forestière (IGN), basé à Creil depuis 1947 et doté en 2016 d'une flotte de 4 aéronefs (Beechcraft Super King Air 200T), était obligé de relocaliser une cinquantaine de personnes (pilotes, techniciens, photographes, ingénieurs) sur un autre aéroport. Entre Nimes-Garons et Beauvais-Tillé, c'est l'aéroport de Beauvais qui a été choisi.
Le SMABT a donc investi 6,7 M€ dans la construction d’un hangar conçu pour les besoins de l’institut, avec un accès à la piste de l’aéroport de Beauvais-Tillé, moyennant le versement d'un loyer annuel de 300 000 €. La pose de la première pierre des équipements a eu lieu le 17 mars 2017 et le transfert des 53 agents de l'IGN est effectif depuis mars 2018.

## Accès
On peut se rendre à l'aéroport de Beauvais-Tillé :
- par voiture particulière : l'aéroport est aisément accessible par l'autoroute A16 et la RN1 depuis Paris ou Amiens. Il est également possible de rejoindre l'aéroport par la RN31 depuis Rouen ou Reims ;
- par autocar depuis la gare routière de Saint-Denis - Université, le terminal des bus Jules Verne de La Défense et le Quai O de la gare routière de Chessy (Marne la Vallée) [14] (le départ de Paris-Porte Maillot n'est plus assuré depuis le 10 mai 2024),
- par la ligne 601 du réseau interurbain de l'Oise assurant la liaison entre Amiens et Beauvais en desservant l'aéroport ;
- par les bus du réseau Corolis (depuis le centre-ville), soit par navette régulière « Express Hôtels » reliant l'aéroport au centre-ville (Cathédrale, gare et mairie) soit par la ligne 6 (Hôtel de ville - Tillé-Aéroport) ;
- par le train[15],[16] : le réseau TER Hauts-de-France (SNCF) assure des liaisons entre Paris (Gare du Nord) et Beauvais, d'où les dessertes du réseau Corolis permettent d'accéder à l'aéroport. La gare de Beauvais est également connectée aux villes de Creil et du Tréport.

### Les parkings
Il existe 3 parkings cumulant plus de 4 000 places : le P1, le P2 et le P4.
Le parking P1 est le parking privilégié pour les courtes ou moyennes durées. Parking extérieur situé juste en face du terminal 1 de l'aéroport (à 2 minutes à pied de la zone d’enregistrement), il propose 500 places de stationnement (dont 14 places pour personnes à mobilité réduite).
Il existe aussi un parking P2 qui comporte plus de 1 000 places (dont 21 places pour personnes à mobilité réduite) à 4 minutes à pied de l'aéroport.
Enfin, il y a le P4 au nord de l'aéroport à environ une dizaine de minutes à pied de l'aéroport. Il propose pas moins de 2 500 places.

## Modernisation
Depuis plusieurs années[Quand ?], l'aéroport a subi d'importantes modifications :
- des travaux sur la piste ont été réalisés en juin 2009 afin d'installer un système ILS Cat III, permettant l'exploitation de l'aéroport par très mauvais temps (notamment à partir d'une visibilité de 200 m). Le système est opérationnel depuis le 17 novembre 2011 ;
- une nouvelle aérogare de 6 000 m2 a été inaugurée le 2 et 3 décembre 2010 et mise en service progressivement depuis le 6 décembre. Elle accueille de nouvelles boutiques, un restaurant, une douzaine de banques et bornes d'enregistrement, une salle d'attente et d'embarquement de 2 000 m2 au sein duquel seront installées des boutiques détaxées[17] ;
- trois nouveaux postes avion (moyen courrier) ont été aménagés à proximité immédiate de ce nouveau terminal, portant ainsi à onze le nombre total de parkings pour avions moyen courrier à Beauvais ;
- un nouveau poste avion (moyen courrier) a été ajouté au niveau du terminal 2 en avril 2011, augmentant le nombre total de parkings avion moyen courrier à Beauvais à douze ;
- une nouvelle tour de contrôle, en construction depuis juin 2015, remplace l'ancienne tour datant de 1962 depuis le 19 juin 2019[18].

## Nuisances sonores
En vertu d'un arrêté ministériel du 25 avril 2002 destiné à réduire les nuisances sonores autour de l'aéroport, aucun aéronef ne peut atterrir ou décoller la nuit entre 0 h et 5 h. Cette plage horaire est étendue jusqu'à 7 h pour les aéronefs les plus bruyants.

## Divers
L'aéroport est régulièrement cité par le site internet Sleeping in Airports comme le pire de France et dans le top 10 des pires aéroports au monde pour y passer la nuit.
Cependant, l'aéroport est un des plus ponctuels au monde selon le classement du site oag.com,.